# Апсилия
Апси́лия (греч. Αψιλία; груз. აფშილეთი, апшилети; абх. Аԥстәыла) или Цебельда́ — название двух государственных образований на Западном Кавказе.

## Античная Апсилия
Апсилия античности — историческое государство абхазского племени апсилов (название племени предположительно является однокоренным с самоназванием абхазов — апсуа). Располагалось на территории современной Абхазии по берегу Чёрного моря между реками Кодор и Галидзга. Известно с I века н. э. В 730-х было поглощено соседним, более сильным княжеством Абазгией, на основе которого, а также Мисиминии, сложилось позже Абхазское царство (VIII век). 
Располагалось на территории современной Абхазии по берегу Чёрного моря между реками Псырцха (около нынешнего Нового Афона) и до местности Чхороцку, известной также под историческим именем Цебельда.
Состояла из двух исторических областей — Гума и Абжуа.
Важные населённые пункты: Тусумэ, Цибила, Пуста, Цкыбын, Скотор, Моква.
Столица — Себастополис. Правящая династия — Юлианиды.
Археологические, исторические памятники Цебельдинской культуры исследуются начиная с 1959 года.

## Цебельда Нового времени
В период русского завоевания Кавказа Цебельдой называлось абхазское вольное общество, располагавшееся в верховьях реки Кодор. 

В Вершинах Бзыба и Кодора жили общества абхазского племени псху и цебельда, не зависящие от владетеля (...) В обоих обществах были князья Маршани, считавшие себя родом старше владетеля. Сестра последнего была замужем за Хрипсом, старшим из Цебельдинских Маршани. Среди остальных Маршани особенно выдавались храбростью, энергией, и непримиримой враждой к владетелю Шабат, Баталбей и Эсшау. Они подняли всю Цебельду и начали свою (...) войну против Абхазии, и, следовательно, против нас. Пристав Цебельдинский, поручик Лисовский, имевший при себе только шестерых донских казаков, должен был бежать в Сухум. Можно догадываться, что его не хотели преследовать, потому что знали его всегдашнюю вражду с князем Михаилом.
— Г. И. Филипсон. Воспоминания (с 1809 по 1847 год). М., Кучково поле, 2019 год. Стр. 285-286.
По состоянию на XIX век полунезависимыми владетелями Цебельды был абхазский княжеский род Амаршан (Маршани), та его ветвь, которая в литературе иногда называется Хрипс. Столицей владений княжеского рода было село Мерхеул, важную роль играло также высокогорное село Дал (совр. Лата). Подробнее об истории территории в XIX веке можно прочесть в статье о княжеском роде Маршан.
После окончания Кавказской войны и Абхазского мухаджирства, земли Цебельды вошли в состав России.